# Kim Nam-gil
Kim Nam-gil (* 13. März 1981 in Seoul) ist ein südkoreanischer Schauspieler. Er ist bekannt für die Rolle des Bidam in der KBS-Fernsehserie Queen Seondeok (2009). Die Serie hatte 2009 die höchsten Einschaltquoten in Südkorea.

## Filmografie

### Filme
- 2004: Low Life (하류인생 Haryu Insaeng)
- 2006: Don’t Look Back (내 청춘에게 고함 Nae Cheongchun-ege Goham)
- 2006: No Regret – Im Schatten der Liebe (후회하지 않아 Huhoehaji Anha)
- 2008: Public Enemy Returns (강철중: 공공의 적 1-1 Gangcheoljung: Gonggong-ui Jeok 1-1)
- 2008: Modern Boy (모던 보이)
- 2008: Portrait of a Beauty (미인도 Miindo)
- 2009: Handphone (핸드폰 Haendeupon)
- 2010: Lovers Vanished (폭풍전야 Pokpungjeonya)
- 2014: Pirates – Das Siegel des Königs (해적 Haejeok)
- 2015: The Shameless (무뢰한 Muroehan)
- 2016: Pandora
- 2017: One Day
- 2017: A Murderer’s Guide to Memorization (살인자의 기억법 Sarinjaui Gieokbeop)
- 2020: The Closet

### Fernsehserien
- 1999: School (학교, KBS2)
- 2004: Nonstop 4 (논스톱4, MBC)
- 2004: Sweet Buns (단팥빵 Danpatppang, MBC)
- 2005: Be Strong, Geumsoon! (굳세어라 금순아 Gutseeora Geum Sun-a, MBC)
- 2005: 5th Republic (제5공화국 Je 5 Gonghwaguk, MBC)
- 2005: My Lovely Sam Soon (내 이름은 김삼순 Nae Ireum-eun Gim Sam-sun, MBC)
- 2006: Goodbye Solo (굿바이솔로, KBS)
- 2006: Lovers (연인 Yeonin, SBS)
- 2007: When Spring Comes (꽃피는 봄이 오면 Kkotpi-neun Bom-i Omyeon, KBS2)
- 2007: Several Questions That Make Us Happy (우리를 행복하게 하는 몇 가지 질문 Uri-reul Haengbokhage Haneun Myeot Gaji Jilmun, KBS2)
- 2008: Terroir (떼루아 Tterua, SBS)
- 2009: Queen Seondeok (선덕여왕 Seondeok Yeowang, MBC)
- 2009: Tears of the Amazon (아마존의 눈물 Amajon-ui Nunmul, Erzähler, MBC)
- 2010: Personal Taste (개인의 취향 Gaein-ui Chwihyang, MBS)
- 2010: Bad Guy (나쁜 남자 Nappeun Namja, SBS)
- 2013: Shark (상어 Sangeo, KBS2)
- 2017: Live up to your name, Dr. Heo (명불허전 Myeongbul Heojeon, tvN)
- 2019: The Fiery Priest (열혈사제 Yeolhyeol Saje, SBS)
- 2022: Through the Darkness
- 2023: Song of the Bandits